# Lucie Bourdeu
Pour les articles homonymes, voir Bourdeu.
Lucie Bourdeu, née le 16 juillet 1993 à Paris,, est une actrice française. Elle est principalement connue pour interprèter le rôle de Chloé Pouilloux-Le Kervelec dans la série En famille depuis 2012.

## Biographie
Lucie Bourdeu se fait connaître du grand public en 2012 dans la série télévisée En famille, diffusée sur la chaîne M6, dans le rôle de Chloé Pouilloux-Le Kervelec. Elle a déjà tourné dans plusieurs films auparavant, dont son premier à l'âge de 14 ans,. 
Elle a suivi une formation à l'école du cirque, sur la danse, les claquettes et la guitare. Ses saisons dans la série En famille lui permettent d'apprendre beaucoup sur l'univers de l'audiovisuel. De 2011 à la fin de l'année scolaire 2014, elle étudie dans une école d'audiovisuel pour devenir réalisatrice, en plus d'être comédienne. 
En 2014, elle continue ses études à la faculté de cinéma, Paris 1 Panthéon-Sorbonne.
En 2017, elle joue Léa dans Comme des rois de Xabi Molia
En 2019, elle est Fanny, l'héroïne du film de Ben Bond The Drifters

## Filmographie

### Cinéma

#### Longs métrages
- 2007 : Je te mangerais de Sophie Laloy : Chloé
- 2008 : La Robe du soir de Myriam Aziza : Natacha
- 2009 : Tout ce qui brille de Géraldine Nakache et Hervé Mimran : Annah
- 2018 : Comme des rois de Xabi Molia : Léa
- 2019 : The Drifters : de Ben Bond : Fanny

#### Court métrage
- 2015 : Les Invisibles de Hata Akihiro : Amélie

### Télévision

#### Série télévisée
- Depuis 2012 : En famille : Chloé Pouilloux-Le Kervelec (359 épisodes - en cours)

#### Téléfilms
- 2011 : Le Repaire de la vouivre d'Edwin Baily : Louise Pratt
- 2016 : L'entreprise de Sébastien Deux : Émilie